# H. M. Brock
Pour les articles homonymes, voir Brock.
Henry Matthew Brock (11 juillet 1875 - 21 juillet 1960) est un illustrateur et un peintre paysagiste britannique. Il est le plus jeune frère d'un autre dessinateur et illustrateur, plus célèbre et largement publié, C. E. Brock (1870 - 1938).

## Biographie
H. M. Brock, fils d'Edmund Brock (1841-1921) et de Mary Ann Louise (1836-1901) (née Peagram) est né à Cambridge le 11 juillet 1875, le dernier d'une fratrie de quatre. Son père était un spécialiste en langues orientales pour Cambridge University Press et son frère aîné Charles Edmund un peintre reconnu, membre de la British Institution, autant qu'un illustrateur.
Il fit ses études à Cambridge School of Art. Il partagea le même atelier que son frère aîné à partir de 1894.
Il épousa en 1912 sa cousine, Doris Joan Pegram, dont le père, Henry Alfred Pegram (en) (1862 - 1937), était sculpteur. Son cousin, Frederick Pegram (1870 - 1937), était un prolifique illustrateur et dessinateur humoristique.
H. M. Brock mourut à Cambridge, à l'Evelyn Nursing Home, le 21 juillet 1960.

## Vie professionnelle
Dessinateur prolifique, il illustra de très nombreux ouvrages, en particulier pour la jeunesse, comme Le Dernier des Mohicans en 1900, Little Women en 1904, les contes d'Andersen en 1905, What Katy Did at Home and at School de Susan Coolidge, édité par The Royal Library for Boys and Girls vers 1918, ou The Black Sheep of the School en 1925.
Il créa même des illustrations didactiques pour lecteurs débutants.
À Cambridge il partageait avec ses frères un atelier rempli de diverses curiosités, d'antiquités, de meubles, d'une vaste collection de dessins de costumes et de gravures de mode de l'époque de la Régence anglaise et de vêtements spécialement faits pour servir de modèles pour divers costumes.
Il illustra en 1891 les écrits de Leigh Hunt (1817). Comme son frère ainé, C. E. Brock, et parfois en collaboration avec lui, il illustra aussi de grands classiques du XIXe siècle : outre les six romans de Jane Austen (en 1898), il illustra plusieurs œuvres de Dickens (Les Grandes Espérances en 1901, Le Magasin d'antiquités en 1932 et Conte de Noël en 1935), mais aussi Sherlock Holmes (Le Cercle rouge, dans le recueil Son dernier coup d'archet en 1911).
Il contribua au magazine satirique Punch. Il manifestait d'ailleurs un certain don pour le dessin humoristique. Il travailla aussi pour la publicité, créant en particulier des affiches pour la D'Oyly Carte Opera Company et des cartes publicitaires pour les paquets de cigarettes (Cigarette cards).
À partir des années 1930, il collabora à des magazines de bandes dessinées, Sparkler (1937), Knockout (1949) et Princess (1960) pour lequel il dessina une adaptation en BD de Lorna Doone.
Il exposa régulièrement dessins et aquarelles à Londres, à la Royal Academy of Arts, et à Liverpool, à la Walker Art Gallery. Il devint en 1907 membre du Royal Institute of Painters in Water Colours.

## Publications
- Essays of Leigh Hunt[4]

Durant sa longue carrière il a réalisé des centaines de dessins pour de grands périodiques et revues comme Punch, The Graphic, The Strand.
L'Université de Reading possède une collection de quelque 2000 ouvrages illustrés par H. M. Brock, divers périodiques, des aquarelles et dessins originaux, des illustrations publicitaires, ainsi que des travaux de deux de ses frères, C.E. Brock et R.H. Brock.

## Galerie

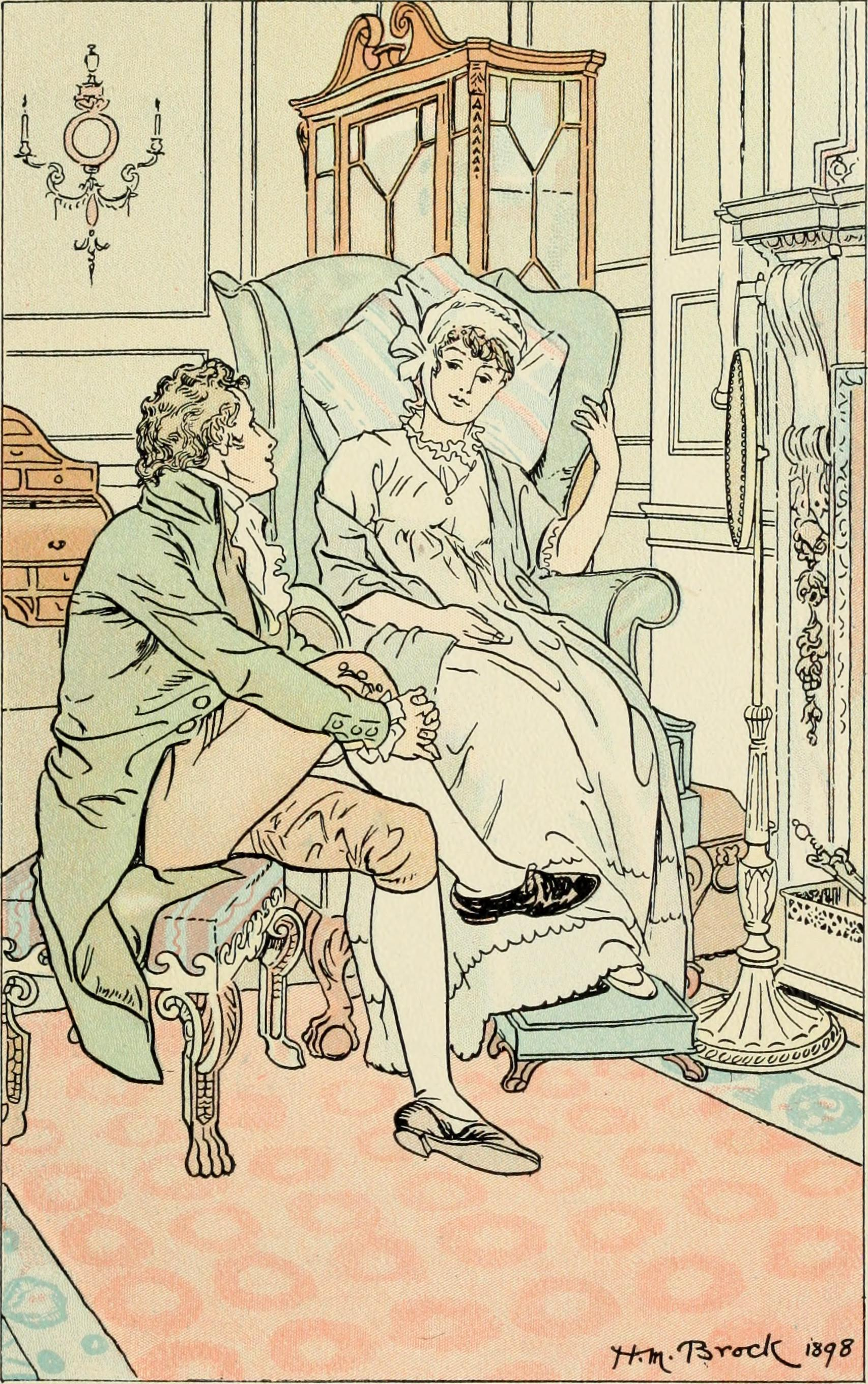
Illustration pour Orgueil et Préjugés (1898)
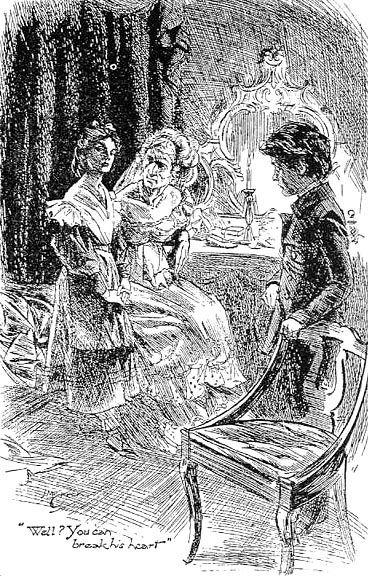
Illustration pour Les Grandes Espérances (1901)
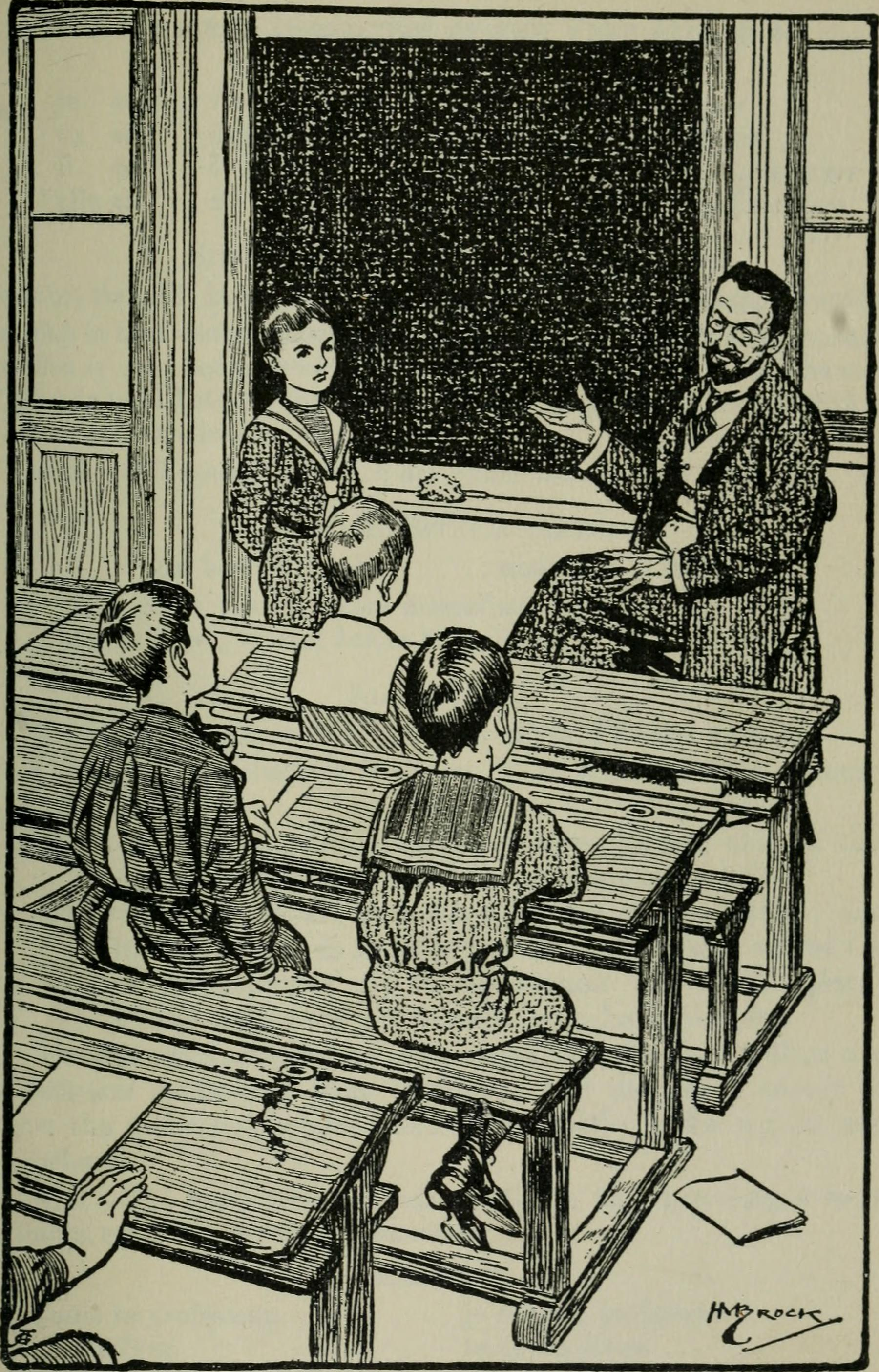
illustration pour un manuel d'apprentissage du français (1902)
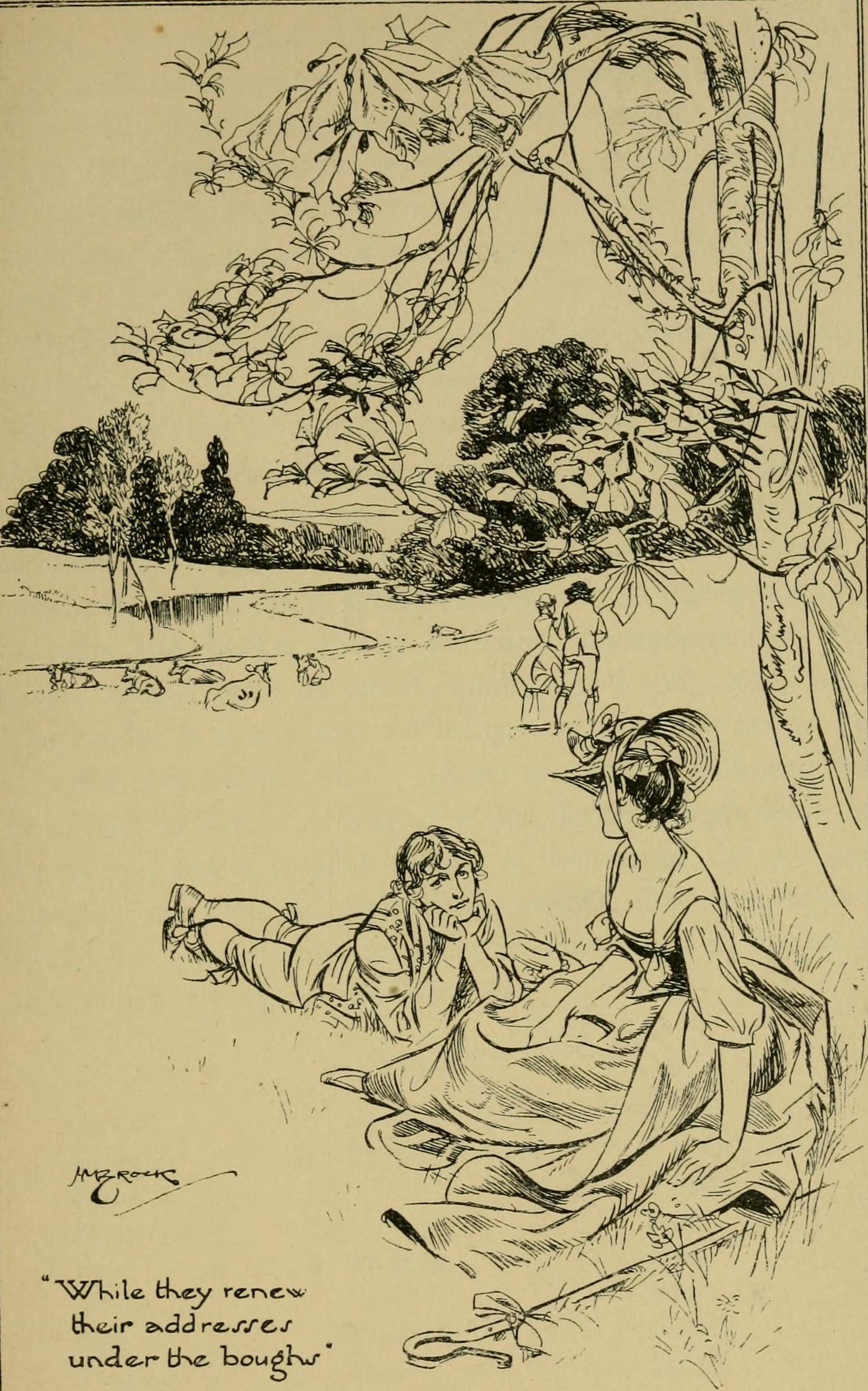
Illustration des Essays of Leigh Hunt (1903)
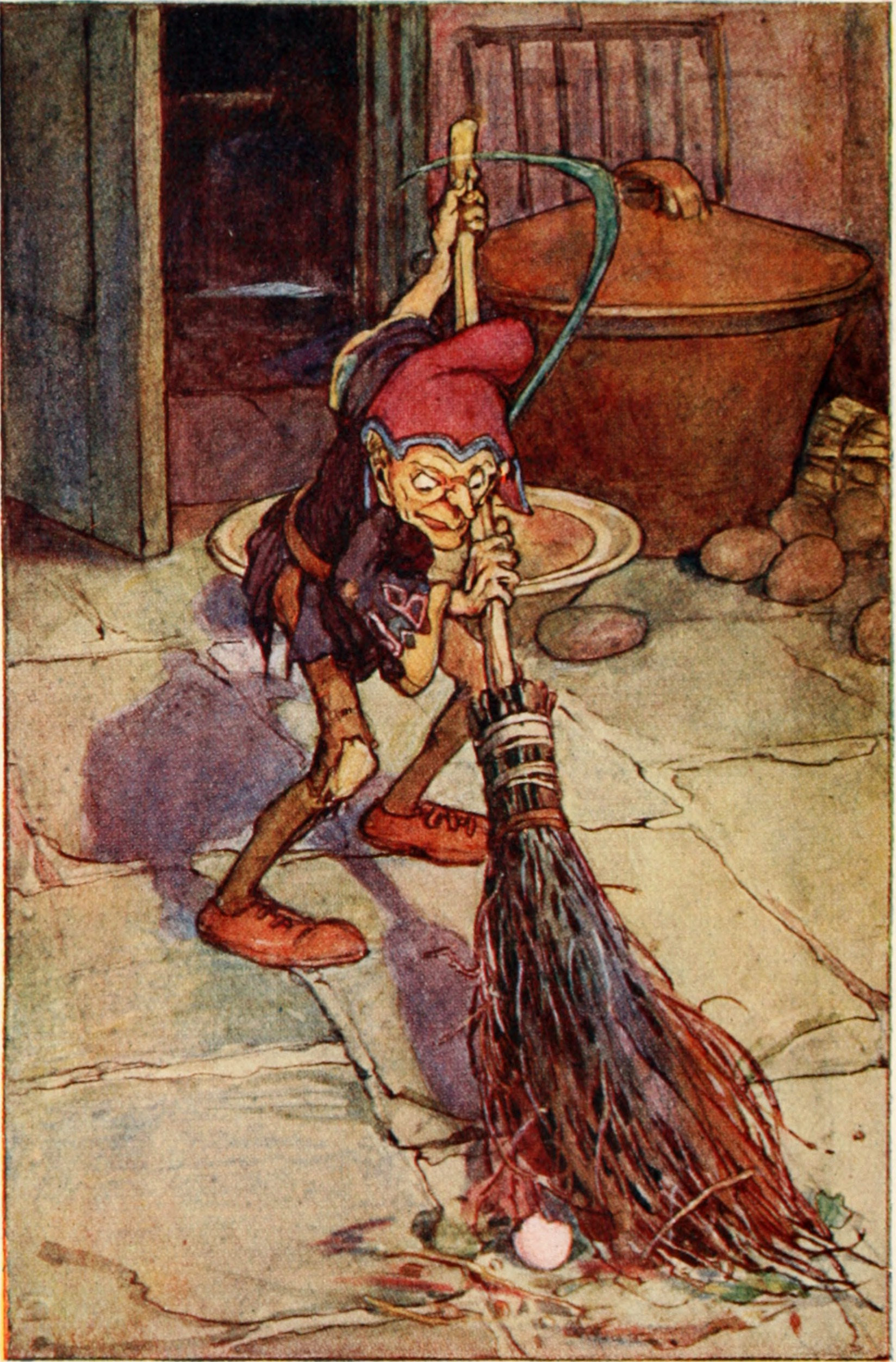
Illustration d'un livre de contes (1910)
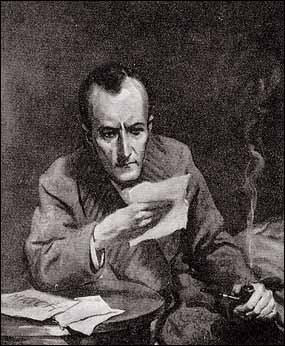
Illustration pour Le Cercle rouge dans Le Strand (1911)